# Мухамед Масад
Мухамед Масад (рођен. 17. фебруара 1983. у Ријаду, Саудијска Арабија) бивши је саудијски фудбалер који је играо на позицији везног играча. Маркос Пакета селектор репрезентације Саудијске Арабије уврстио је Мухамеда Масада у тим за Светско првенство у фудбалу 2006. у Немачкој.